# Hero, Hero
Hero, Hero es un álbum recopilatorio de la banda británica de heavy metal Judas Priest, publicado en 1981 por Gull Records. Es un álbum de doble disco que incluye las mejores canciones de los dos primeros trabajos de los ingleses; Rocka Rolla y Sad Wings of Destiny y también una versión remasterizada de «Diamonds & Rust» grabada en 1975 durante las sesiones del último disco mencionado. Por otra parte, su título proviene de las letras del tema «Dying to Meet You» del álbum debut de la banda.
Al igual que The Best of Judas Priest de 1978 fue lanzado sin la autorización del grupo, por lo cual en su página web informa que es un lanzamiento no oficial y que solo es un aprovechamiento de su antiguo sello discográfico.

## Portada
En la portada del disco figura un caballero medieval con su escudo y espada, que fue creada por el artista Melvyn Grant con el título de Sword of the Gael. Según Grant, lo dibujó en 1976 pero nunca se publicó hasta que el sello Gull lo llamó para crear el arte del disco. Por otro lado, el logo de la banda empleado en la portada es el mismo que se utilizó en sus primeros álbumes, ya que Gull no podía usar el característico de la agrupación porque se trata de un lanzamiento no oficial.

## Lista de canciones
| Disco uno |                     |          |  |
| N.º       | Título              | Duración |  |
| 1.        | «Prelude»           | 2:02     |  |
| 2.        | «Tyrant»            | 4:28     |  |
| 3.        | «Rocka Rolla»       | 3:05     |  |
| 4.        | «One for the Road»  | 4:40     |  |
| 5.        | «Victim of Changes» | 7:47     |  |
| 6.        | «Dying to Meet You» | 6:16     |  |
| 7.        | «Never Satisfied»   | 4:50     |  |

| Disco dos |                                        |          |  |
| N.º       | Título                                 | Duración |  |
| 1.        | «Dreamer Deceiver»                     | 5:51     |  |
| 2.        | «Deceiver»                             | 2:40     |  |
| 3.        | «Winter»                               | 1:31     |  |
| 4.        | «Deep Freeze»                          | 1:20     |  |
| 5.        | «Winter Retreat»                       | 3:27     |  |
| 6.        | «Cheater»                              | 2:57     |  |
| 7.        | «Diamonds & Rust» (cover de Joan Báez) | 3:26     |  |
| 8.        | «Run of the Mill»                      | 8:33     |  |
| 9.        | «Genocide»                             | 5:51     |  |
| 10.       | «Caviar and Meths»                     | 2:00     |  |